# Suursoo, Lääne-Harju kommun
Suursoo (estniska för Stormyren) är en sumpmark i nordvästra Estland. Den ligger på gränsen mellan Lääne-Harju kommun i landskapet Harjumaa och Lääne-Nigula kommun i Läänemaa, 60 km sydväst om huvudstaden Tallinn. Den avvattnas av Vippalån och är till största delen naturreservat.